# Wizard (informatica)

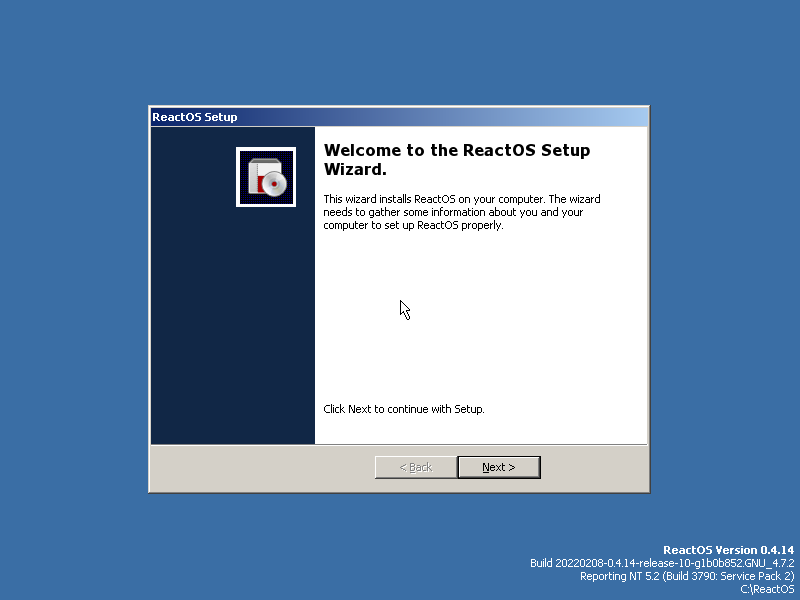
Schermata di ReactOS 0.4.14 setup wizard

Wizard nel lessico dell'informatica,  indica una procedura, generalmente inglobata in una applicazione più complessa, che permette all'utente di eseguire determinate operazioni (solitamente complesse) tramite una serie di passi successivi (es. installazione o configurazione di un applicativo o un sistema operativo).
Il termine deriva dalla lingua inglese e significa mago, volendo identificare, appunto come per magia, la semplicità dell'esecuzione della procedura altrimenti più complessa.

## Caratteristiche
Le caratteristiche principali dei wizard sono:
- semplicità d'uso;
- limitazione delle possibilità di scelta da parte dell'utente, a favore della semplicità d'uso;
- esecuzione di operazioni che sono comunque eseguibili – all'interno dell'applicazione principale – in altro modo (e solitamente con un maggior numero di opzioni);
- la possibilità di "tornare" sui propri passi per modificare le proprie scelte

## Utilizzo
Per le loro caratteristiche, i wizard sono solitamente procedure predisposte per utenti inesperti, al fine di migliorare l'usabilità e le caratteristiche user friendly delle applicazioni.

## Esempi d'impiego
I casi di utilizzo più comuni dei wizard riguardano le installazioni, sia di hardware che di software, la  configurazione e l'utilizzo di programmi di ampio uso destinati anche ad un pubblico di non esperti, e l'aiuto nell'esecuzione di compiti ritenuti complessi in applicativi di vario genere.